# Castelo de Kildrummy
O Castelo de Kildrummy é uma fortaleza em ruínas localizada próximo a Kildrummy, em Aberdeenshire, na Escócia. 
Apesar de estar em ruínas, é uma das estruturas mais imponentes do século XIII ainda preservadas no leste da Escócia e já foi a residência dos Condes de Mar. Atualmente, o castelo pertence à organização Historic Environment Scotland e está aberto ao público como um monumento antigo protegido. Seus jardins também são destaque, sendo listados no Inventário de Jardins e Paisagens Projetadas da Escócia.

## História
O Castelo de Kildrummy foi provavelmente construído em meados do século XIII, sob a supervisão de Gilbert de Moravia, mais tarde conhecido como São Gilberto de Dornoch. Acredita-se que sua localização tenha sido escolhida com base na proximidade dos cruzamentos das rotas do Grampian Mounth, especialmente Elsick Mounth e Cryne Corse Mounth.
A referência mais antiga conhecida ao Castelo de Kildrummy data de 1296, quando ele pertencia ao Conde de Mar. O registro histórico menciona a passagem de Eduardo I pela região, vindo do sul de Elgin. Ele chegou ao castelo em 31 de julho e partiu em 1º de agosto. Eduardo retornou ao local entre 4 e 9 de outubro de 1303. Um pagamento feito a James de St. George em 14 de outubro daquele ano sugere que o mestre pedreiro também esteve em Kildrummy e recebeu por trabalhos realizados ali. No entanto, não há outras evidências indicando que Eduardo tenha financiado obras no castelo, embora registros detalhados de despesas de construção realizadas pelo rei em outros lugares sejam conhecidos.
Ao longo de sua história, o castelo foi palco de diversos cercos. O primeiro ocorreu entre agosto e setembro de 1306, em defesa da família de Roberto I da Escócia. Esse evento resultou na execução de Nigel Bruce e de muitos outros escoceses. Em 1335, o castelo foi novamente atacado por David de Strathbogie, mas desta vez Cristina Bruce, irmã de Roberto I, resistiu aos invasores até ser resgatada por seu marido, Sir Andrew Murray. Durante o reinado de David II, Walter Maule de Panmure foi o guardião do Castelo de Kildrummy.
Entre 1403 e 1404, Alexander Stewart assassinou Sir Malcolm Drummond e tomou à força sua viúva, Isabel Douglas, condessa de Mar, reivindicando o castelo e o título de "Conde de Mar". Em 1435, o castelo foi confiscado por Jaime I e tornou-se uma propriedade real. Em 1468, Henry Kinghorn, guardião do castelo para Jaime III, gastou 100 libras escocesas em obras de construção e reparos. Em 1507, Jaime IV concedeu a administração do castelo e suas terras a Alexander Elphinstone, 1º Lord Elphinstone, e sua esposa Elizabeth Barlow.
Em 1538, o castelo foi saqueado por John Strachan, jovem senhor de Lenturk, que levou móveis e outros itens. Ele até contratou um ferreiro para remover as ferragens das janelas e portas, transformando parte do metal em ferraduras e reparando arados no vilarejo de Kirktoun of Glenbuchat.
Em maio de 1585, Margaret Haldane, esposa de David Erskine, Comendador de Dryburgh, foi mantida no Castelo de Kildrummy sob custódia do Mestre de Elphinstone. Já em 1645, Robert Farquharson de Invercauld era o guardião do castelo, atuando em nome do Conde de Mar e de seu filho, Lord Erskine. O senhor de Glenkindie também ajudava na proteção do castelo, temendo os danos que uma guarnição de soldados "estrangeiros" poderia causar às suas terras.
A família Elphinstone adicionou uma casa-torre ao castelo, conhecida atualmente como Torre Elphinstone. Durante a Revolta Jacobita de 1689, o castelo foi ocupado pelos jacobitas, que o danificaram ao abandoná-lo. Apesar disso, foi reparado o suficiente para servir como base para o 23º Conde de Mar durante a rebelião jacobita de 1715. Após a derrota, o conde acompanhou o pretendente ao trono para a França, e o Castelo de Kildrummy nunca mais desempenhou um papel relevante na história da Escócia.

## Arquitetura

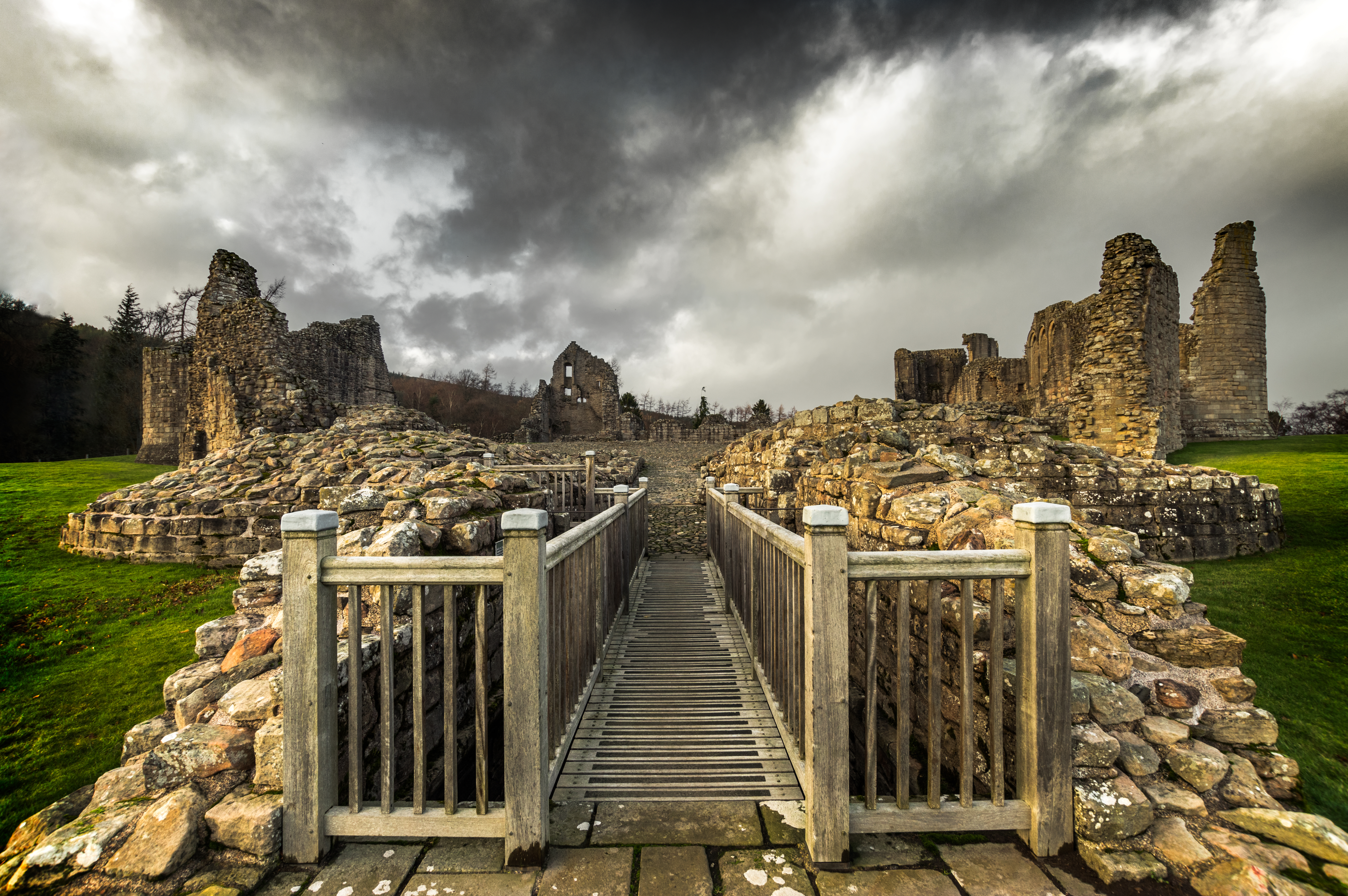
Panorama do Castelo de Kildrummy

O Castelo de Kildrummy tem um formato em "escudo" com várias torres independentes. O lado plano do castelo fica de frente para um desfiladeiro íngreme, enquanto o lado oposto é marcado por paredes que convergem em um ponto, onde antigamente havia uma imponente entrada defendida por um portão com duas torres gêmeas.
O castelo contava também com uma torre de menagem chamada "Snow Tower" (Torre de Neve), que era mais alta que as demais e foi construída no estilo francês, semelhante ao que se vê no Castelo de Bothwell. Extensas estruturas de defesa protegiam o castelo, incluindo um fosso seco e o próprio desfiladeiro.
Hoje, as fundações do castelo estão quase totalmente visíveis, assim como a maior parte das paredes do andar térreo. Escavações arqueológicas realizadas em 1925 revelaram pisos de pedra decorativos e evidências de batalhas, destacando a rica história do local.